# 1972年6月18日香港暴雨
1972年6月18日香港暴雨（或稱為1972年6月18日香港雨災、618水災、六一八水災、壬子水災、香港六一八雨災、壬子雨災及六一八雨災，事發當日為壬子年農曆五月初八）是指香港於1972年6月18日因為持續暴雨而導致山泥傾瀉的嚴重災難事故。當日，在九龍觀塘區秀茂坪翠屏道木屋區及香港島半山區旭龢大廈先後發生的山泥傾瀉及大廈坍塌慘劇，造成共156死、117傷；1972年6月16日至18日期間，由於廣東一帶的活躍低壓槽，令香港連日大雨（三日總降雨量達652.3毫米），成為引發此次慘劇的主要成因。

## 事發經過

### 觀塘災情

#### 背景
自1960年代始，英屬香港政府有鑑於官地上的非法木屋日增，遂決定設置「安置區」，即臨時房屋區之前身。這些安置區有限定面積與搭建物料，並由徙置事務署管理，居民平均居住三至五年則可獲徙置。位處翠屏道觀塘新區北面，曉光街西南山坡下方之秀茂坪安置區即為其中之一，於1970年設立，進行建設排水系統等工程後，於1971年供居民入住；該安置區佔地約36,000平方呎，山泥傾瀉事件前，居民總數估計為394人。

#### 山泥傾瀉事件
早於1972年6月16日，已有安置區內最接近西北面建築地盤（按考即今觀塘瑪利諾書院）的木屋居民發現屋前堆滿了豪雨沖刷下來的泥土，因感不便及不安而報警求助。警方雖飭令地盤須確保泥土不再下瀉，惟成效不彰，山泥下瀉情況至6月17日反趨惡化。
6月18日上午11時，受低壓糟，强烈對流性天氣和冷锋雨勢頗大；至12時30分，翠屏道已為一呎水深之雨水淹沒。12時40分，安置區北部山坡上之基堤有小量山泥瀉下；至1時10分，曉光街與秀麗街交界的一段基堤崩塌，像「一塊地毡」般瀉下安置區。
瀉下的山泥埋沒大部份安置區木屋，部份木屋甚至被沖過翠屏道，推至觀塘新區。山泥傾瀉亦令附近一輛運載煤油的貨車漏出火水，發生爆炸並焚燒。

#### 搶救[7]
事發後，徙置事務處工人盧崇新立即報警，惟電話無法接通。休班警員胡忠成將事件報告警方。1時25分，警長黃廣鴻及6名警員接報到達災場，目睹焚燒中的火水貨車及另一列焚燒中的損毀木屋。警方不斷要求增援下，消防隊及救護車先後到場，惟均因道路水浸、壞車處處而略受阻延。除政府外，數百名市民在現場協助救援，亦有巴士司機將傷者送往伊利沙伯醫院（當時基督教聯合醫院尚未啟用）。

#### 善後
警方於當日下午4時設立專責登記失蹤人士的小組，並設指揮站登記、保管災場中發現的災民財物。消防事務處、民眾安全服務隊、醫療輔助隊、駐港英軍（包括黑衛士兵團）、香港義勇軍參與救援，連日搜救傷者及搜索死者。是次災難造成71死52傷。
6月19日，徙置事務處處長下令馬上安置生還的災民。香港政府亦於6月22日按照《調查委員會條例》（香港法例第86章）成立一九七二年雨災調查委員會，以地方法院法官楊鐵樑為主席，於世界信義宗觀塘職業訓練中心舉行公開聆訊，傳召證人30人；調查委員會於同年8月17日向當時輔政司、署理香港總督羅樂民爵士呈交《一九七二年雨災調查委員會中期報告書》，詳細報告是次災難。調查委員會認為，災難的主要成因，是因為6月16日至18日連日豪雨，雨水由填塞山谷而建成的基堤的斜面滲入，使基堤建築物料軟化，引致山泥傾瀉。

### 港島西半山災情
同日晚上8時55分，香港島半山區寶珊道亦發生山泥傾瀉，一幅受強烈風化的火成岩山坡，在連綿大雨下滑動，首先沖毀了寶珊道一座兩層高的洋房，並順勢把干德道一座六層高的樓宇沖塌，洪水及山泥混和樓宇瓦礫，形成泥石流，衝向樓高12層的旭龢道20號旭龢大廈。旭龢大廈即時應聲折斷倒塌，並波及在山坡下的景翠園最高四層被撞毀。
在旭龢大廈內，大部分住客未能及時逃生，被埋在瓦礫之下。駐港英軍奉召到場救災，其後交由消防員接手處理。經過日以繼夜的挖掘，搜救人員成功拯救不少生還者，其中包括前大法官列顯倫，消防員依循列顯倫收音機的歌聲將他救出。旭龢道意外共證實67死19傷。

## 創立「籌款賑災」節目的先河
六一八水災發生後，香港各界紛紛發起捐款賑災活動。6月22日晚上，麗的映聲（亞洲電視前身）賑災義演節目《618賑災籌款義演大會》，臺灣電視公司應麗的映聲邀請派遣歌星青山、婉曲、冉肖玲、白嘉莉、金晶與秦蜜參加義演，至翌日凌晨四時半止，籌得善款逾100萬元，超出預定目標40萬港元近三倍。麗的映聲節目總監張正甫發函向臺視致謝。
6月24日（星期六），無綫電視賑災義演節目《無綫電視籌款賑災慈善表演大會》（英語：HK-TVB Operation Relief），由胡章釗、張瑛、梁醒波、譚炳文及許冠文主持，進行香港電視史上首次馬拉松式現場直播籌款活動（由當天晚上八點到翌日早上七點半）；邀請著名影星李小龍、陳寶珠，粵劇名伶任劍輝、白雪仙（連同雛鳳鳴劇團）、麥炳榮、鳳凰女、新馬師曾、梁醒波、陳錦棠、任冰兒、許英秀等，以及無綫全台藝員及歌手，共同義演；一共籌得900萬港元的善款，當時打破香港開埠以來賑災籌款的紀錄。當晚粵曲演唱曲目及粵劇表演包括：
粵曲演唱
- 任劍輝、白雪仙、雛鳳鳴劇團：《李後主之去國歸降》[17]
- 任劍輝、白雪仙：《帝女花之香夭》[18]
- 麥炳榮、鳳凰女：《鳳閣恩仇未了情》[19]

粵劇表演
- 新馬師曾、梁醒波、陳錦棠、任冰兒、許英秀、陳嘉鳴、高麗：《萬惡淫為首》[20]

自此無綫電視慈善節目就成為香港一些主要慈善機構的收入來源之一，部分慈善機構每年與無綫合作製作類似的籌款節目，較大型的如《歡樂滿東華》、《星光熠熠耀保良》、《慈善星輝仁濟夜》、《萬眾同心公益金》、《博愛歡樂傳萬家》、《善心滿載仁愛堂》、《明愛暖萬心》等等。

## 災後重建及影響
- 未有全座倒塌的景翠園尚未入伙，發展商後來將損毀部份重新建築，於1974年入伙；位於旭龢大廈側面，興建中的年豐園第二期也被塌山泥波及，整座需要移除或拆卸重建，於1975年則入伙。
- 1976年8月25日觀塘區再次發生山泥傾瀉事件，隸屬土木工程拓展署的土力工程處在事後成立，逐步建立全面的「斜坡安全系統」，監管香港的斜坡。
- 六一八雨災的兩處災場，事後闢作公眾休憩設施——旭龢大廈原址改建為現今的旭龢道休憩花園；秀茂坪安置區原址則改建為秀茂坪紀念公園。
- 當時，港督麥理浩上任不久，退休後回顧，他承認這是他任內最棘手的事件。[21]